# Hoplocorypha cacomana
Hoplocorypha cacomana es una especie de mantis de la familia Thespidae.

## Distribución geográfica
Se encuentra en el Congo y Tanzania.